# Kolonija (biologija)
Kolonijom se u zoologiji i mikrobiologiji naziva skupina živih bića koja žive u neposrednoj međusobnoj blizini a područje koje naseljavaju je prostorno odvojeno od drugog područja naseljenog istom vrstom. Tvorba ovakvih kolonija može se pojaviti kod vrlo različitih živih bića.

## Mikroorganizmi
Nastavljanjem dijeljena stanica nastaju nakupine mikroorganizama, naročito bakterija, i tako tvore labavu zajednicu stanica (pobliže bakterijske kolonije). Dio znanstvene zajednice smatra da se ove labave kolonije stanica, u svojoj organizaciji još nediferencirane, a u funkciji još nespecijalizirane, mogu smatrati razvojnim predstupnjem mnogostaničnih organizama.

## Mnogostanični organizmi
Povezana zajednica nekih žarnjaka, na primjer obrubnjaci, većina koralja nastaje bespolnim razmnožavanjem (na primjer pupanjem). Slične kolonije grade i mahovnjaci i neki plaštenjaci.

## Pojedinačne životinje
Poznato je i okupljanje većeg broja istovrsnih životinja koje povremeno ili trajno žive zajedno na relativno malom prostoru. To su, na primjer dabrovi na obalama rijeka ili velike kolonije morževa uz morsku obalu, a i više vrsta ptica koje se u vrijeme gniježđenja okupljaju u velike kolonije gdje grade gnijezda tijesno jedni uz druge. To je česta pojava kod vodenih ptica, između ostalih blune, plamenci, pingvini i niz drugih.